# روبرتو جي. فرنانديز
روبرتو جي. فرنانديز (بالإنجليزية: Roberto G. Fernández)‏ (24 سبتمبر 1951 في كوبا)؛ روائي كوبي-أمريكي.